# Łukasz Pawlak
Łukasz Pawlak – polski działacz i wydawca muzyczny.

## Życiorys
Pochodzi z Ostrowa Wielkopolskiego, gdzie w latach młodzieńczych pomagał organizować koncerty muzyczne lokalnej sceny. Wydawał też zin muzyczny Nemezis. Z grupą znajomych grał nieformalnie muzykę noise i eksperymentalną. Od 1994 jest szefem wytwórni muzycznej Requiem Records, która specjalizuje się w wydawaniu muzyki alternatywnej. Ukończył studia na Uniwersytecie Śląskim (Wydział Radia i Telewizji). W 2014 był stypendystą Marszałka Województwa Wielkopolskiego w dziedzinie kultury (m.in. wydał w tych ramach nagrania zespołu Krew z Poznania). Jest autorem programu wydawniczego Archive Series (wydania polskiej sceny niezależnej od lat 70. do 90. XX wieku). Jest współpracownikiem festiwali muzycznych, m.in. Unsound, CoCArt, Soundedit, Wrocław Industrial Festiwal. Współpracuje ze stacjami radiowymi, m.in. Polskim Radiem (programy II i III) oraz Tok FM. Z Dariuszem Przybylskim realizuje projekt Opus Series, polegający na wydawaniu współczesnej muzyki akademickiej (do 2018 około trzydziestu płyt).